# Hotspot (musikalbum)
Hotspot är den brittiska popduon Pet Shop Boys fjortonde studioalbum, utgivet 24 januari 2020.

## Låtlista
1. "Will-o-the-wisp"
2. "You are the one"
3. "Happy people"
4. "Dreamland" (med Years & Years)
5. "Hoping for a miracle"
6. "I don’t wanna"
7. "Monkey business"
8. "Only the dark"
9. "Burning the heather"
10. "Wedding in Berlin"